# Die Geierwally (1940)
Die Geierwally ist eine deutsche Literaturverfilmung von Hans Steinhoff aus dem Jahr 1940. Sie beruht auf Motiven des gleichnamigen Romans von Wilhelmine von Hillern. Die Titelrolle ist mit Heidemarie Hatheyer besetzt. In tragenden Rollen sind Sepp Rist, Eduard Köck und Winnie Markus zu sehen.

## Handlung
Wally Fender liebt den Jäger Josef, der jedoch nichts davon weiß. Als sie eines Tages hört, dass am Steilhang ein Geier sein Nest gebaut hat und das Jungtier bereits geschlüpft ist, sich aber keiner der Männer traut, das Nest auszuheben, seilt sie sich ab und nimmt das Jungtier an sich. Als der Muttervogel Wally angreift, erschießt Josef den Vogel und rettet so Wallys Leben. Er verachtet sie jedoch für ihr unweibliches Verhalten und nennt sie spöttisch Geierwally, während er selbst von den Dorfbewohnern nach dem Erlegen eines Bären nur noch Bärenjosef genannt wird.
Wally nimmt den Jungvogel zu sich und zieht ihn auf. Auf Befehl ihres Vaters – die Mutter ist schon vor Jahren verstorben – soll Wally den Bauern Vinzenz heiraten, verweigert sich der Anweisung jedoch, da sie nur den mittellosen Josef heiraten will. Der Vater verbannt sie daraufhin auf  die Berghütte auf einer Hochalm. Wally zieht mit ihrem Geier und dem verrückten Klettenmeier auf die Hochalm, wo sie mehrere Monate in Kälte und Not lebt. In der Zeit wird ihr Vater krank und Vinzenz kommt auf den Hof des Fenderbauern und unterjocht das Gesinde. Vinzenz lässt nach Wally schicken. Als sie erscheint, will er gerade eine alte Magd, die seine Befehle nicht ausführen wollte, züchtigen. Wally schlägt Vinzenz mit einem Knüppel nieder. Ihr Vater will sie nun wegen versuchten Totschlags verhaften und einsperren lassen, doch Wally steckt in ihrer Not Teile des Hofes in Brand und kann fliehen. Sie bricht vor der Hütte der Rosenbauern zusammen, die sie aufnehmen. Als die Bauern Nicodemus und Leander jedoch nach einigen Wochen um sie werben und Streit beginnen, geht Wally zurück auf die Hochalm. Über ihr Schicksal wird sie mit der Zeit so verzweifelt, dass sie sich umbringen will, doch Klettenmeier kann sie von der Schönheit der Welt überzeugen.
Josef hat unterdessen erfahren, dass er in einem Nachbardorf in Afra ein uneheliches Kind hat. Afras Mutter ist gestorben, sodass Josef die junge Frau mit in sein Dorf nimmt. Afra soll ihn jedoch nie Vater nennen, da er verheimlichen will, dass Afra ein uneheliches Kind ist. Nach einem Unfall machen beide auf dem Weg ins Dorf in Wallys Hütte eine Rast. Wally reagiert verstimmt, als sie Afra sieht, und ernüchtert, als sie erfährt, dass man im Dorf von ihr als Mörderin und Brandstifterin denkt. Sie will wissen, ob Josef weiß, warum sie all das getan habe, doch der ist ahnungslos. Sie weigert sich, es ihm zu erzählen. Auf seinen Rat, dass sie unter Menschen gehört, reagiert Wally abweisend. Sie gesteht ihm, dass sie nur nach einem Menschen sucht, der sie liebt, doch Josef versteht sie nicht und verlässt Wally nach einem hitzigen Wortgefecht zusammen mit Afra. Wally bricht, kaum sind beide gegangen, in Tränen aus.
Wenig später erfährt sie, dass ihr Vater im Sterben liegt und kehrt ins Dorf zurück. Der Fenderbauer stirbt und Wally wird zur neuen Großbäuerin. Dem Gesinde gegenüber verhält sie sich kaltherzig. Als es im Dorf einen Tanz geben soll, putzt sie sich für Josef heraus, der jedoch den Gerüchten im Dorf nach in Afra eine Geliebte haben soll. Sie trifft ihn auf dem Weg ins Dorf und er schenkt ihr Blumen. Wally ist glücklich, doch erscheint Afra, die mit Josef zum Tanz gehen wollte. Wally reagiert eifersüchtig und beschimpft Afra beim Tanz vor allen Leuten als Uneheliche, die man aus dem Dorf jagen sollte. Josef ist empört. Er hört, dass Wally nur den heiraten will, der ihr gegen ihren Willen einen Kuss geben kann. Er fordert sie zum Tanz und ringt ihr vor allen Anwesenden einen Kuss ab. Als sie danach glücklich mit ihm tanzen will, lässt er sie stehen, habe er doch nur den Kuss haben wollen. Voll Rachegedanken verspricht Wally dem die Ehe, der Josef für sie umbringt. Vinzenz verspricht, Josef noch am selben Tag zu töten. Der hat inzwischen ein schlechtes Gewissen. Afra geht zu Wally, die sich von den Menschen enttäuscht wieder auf den Weg zur Hochalm gemacht hat, und offenbart ihr, dass sie Josefs Tochter ist. Josef steigt Wally ebenfalls nach und die eilt nun Josef entgegen, um Vinzenz’ Mordanschlag zu vereiteln. In letzter Sekunde kann verhindert werden, dass Vinzenz Josef erschießt. Josef und Wally fallen sich in die Arme.

## Produktion
Die Geierwally wurde ab 6. September 1939 in Hafelekar bei Innsbruck, am Berghof Sölden und Längenfeld in Tirol gedreht. Die Zensur erteilte dem Film am 2. August 1940 ein Jugendverbot. Der Film erlebte seine Premiere am 13. August 1940 in den Rathaus-Lichtspielen in München. Die Erstaufführung in Berlin fand am 17. September 1940 im Gloria-Palast statt.

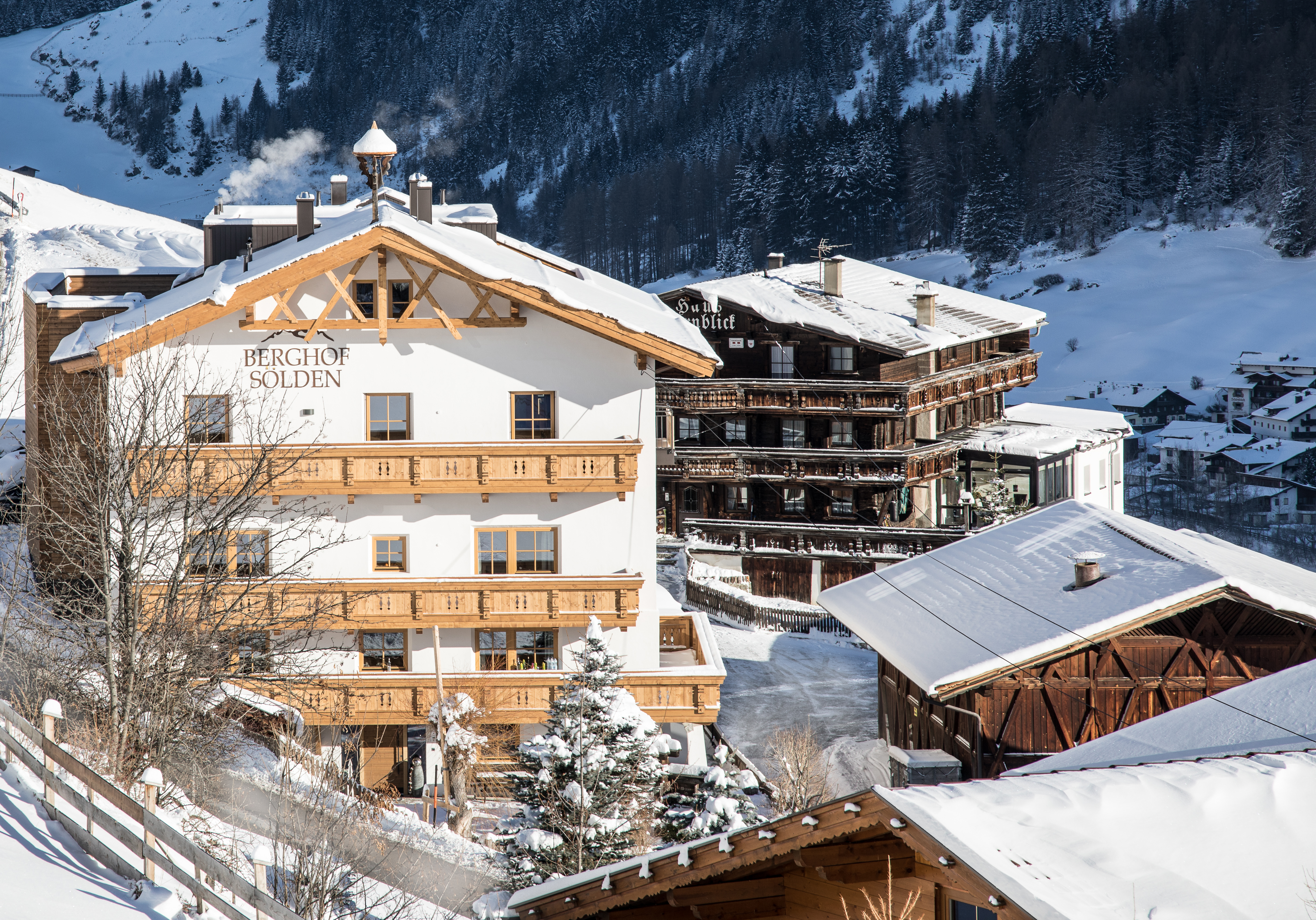
Berghof (Sölden), Drehort des Films, Originalschauplatz

Der Film war für damalige Verhältnisse sehr teuer, er kostete mehr als 1,7 Millionen Reichsmark. Die Summe wurde genehmigt, weil man damit die patriarchalischen Bräuche der Bergbauern würdigen wollte. Man legte besonderen Wert auf Authentizität, alles sollte stimmig sein. Die Kosten stiegen dadurch rapide an. Allein der Szene, in der Wally mit dem Geier kämpft, und die im Film etwa zwei Minuten einnimmt, liegen 200 Schnitte zugrunde. Der Geier wurde aus der Adlerwarte Berlebeck im Teutoburger Wald ausgeliehen. Der Film wurde nicht nur in Deutschland ein großer Erfolg, sondern auch im Ausland. Für Heidemarie Hatheyer bedeutete die Rolle ihren Durchbruch, sie wurde sozusagen über Nacht zu einem Star. Die hohen Herstellungskosten stellten sich als gut investiert heraus, der Film spielte innerhalb von 17 Monaten einen Gewinn von 1,9 Millionen Reichsmark ein.

## Weitere Verfilmungen
Wilhelmine von Hillerns 1875 geschriebener Roman war seinerzeit so erfolgreich, dass ein Bühnenstück nach ihm verfasst wurde. Auch der Film nahm sich des Stoffes bereits 1921 und drehte einen Stummfilm mit Henny Porten in der Titelrolle. 1956 entstand eine Agfacolor-Verfilmung mit Barbara Rütting als Geierwally. Weitere Verfilmungen existieren von 1967 und 1988. Christine Neubauer spielte die Wally in einer Verfilmung von 2005.

## Kritik
Für den film-dienst war Die Geierwally ein „schwerblütiges Bauerndrama. Der Film von 1940 zeigt Spuren der ‚Blut und Boden‘-Ideologie, hat aber durch Heidemarie Hatheyers Charakterdarstellung und die bestechende Landschafts-Fotografie Richard Angsts künstlerisches Format.“
Der Spiegel schrieb anlässlich der Fernsehaufführung einer Neuverfilmung des Hillerschern Stoffs: „Gekränkter Stolz einer Frau, ein hartherziger Vater, böse List einer Magd, ein halbzahmer Raubvogel als Symbol für Freiheit und Zwang – der Nazi-Film ließ sich den Romanstoff der Wilhelmine von Hillern, 1875 veröffentlicht, nicht entgehen. Die Schauspielerin Heidemarie Hatheyer schuf im Jahr 1940 trotz der herrschenden Ideologie das eindrucksvolle Porträt einer nicht angepassten Frau.“
Auch Cinema kritisierte die anklingende ‚Blut-und-Boden‘-Ideologie, lobte aber „Heidemarie Hatheyer und die Bilder von Kamera-Ass Richard Angst“ als „großartig“. Das Urteil lautete: „ideologisch heikel, künstlerisch wertvoll“.
Karlheinz Wendtland schrieb in seinen Ausführungen zu diesem Film, dass Georges Sadoul „in seiner bekannten publikumsfeindlichen Einstellung den Film als exemplarisch für die Mittelmäßigkeit des deutschen Films unter Hitler“ bezeichnet habe, „obwohl er auch in Frankreich ein großer Erfolg war“.  Wendtland führte weiter aus, dass Herbert Holba Heidemarie Hatheyer wie folgt charakterisiert habe: „Ihre herbe, männlich-aktive Ausstrahlung und herausfordernde Erotik  machte sie zur Ausnahmeerscheinung im deutschen Film.“ Wendtland fügte zu dieser Einschätzung ergänzend hinzu: Wieder ein Frauenbild, das eine gewisse Schicht von heutigen deutschen Filmpublizisten Lügen straft, die ‚vom Heimchen am Herde‘ schreiben oder glauben, dass es damals ausschließlich Filme gab, ‚die für die Frau nur Verzicht auf Selbstverwirklichung vorsahen‘ (‚nach Hembus‘).

## Auszeichnungen
Die Geierwally erhielt von der nationalsozialistischen Filmprüfstelle im August 1940 die Prädikate „Künstlerisch wertvoll“ sowie „volkstümlich wertvoll“.